# Ultima X: Odyssey
Ultima X: Odyssey (UXO) seria um massively multiplayer computer role-playing game (MMORPG) baseado no universo de Ultima e estava sendo desenvolvido pela Origin Systems para a Electronic Arts.
Embora planejado para ser lançado em 2004, a Eletronic Arts cancelou o projeto em 30 de Junho de 2004, depois do fechamento da Origin e as dispensas de vários empregados. 

## O jogo

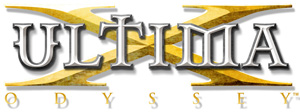
Logo do jogo, diferente do tradicional martelo do Ultima Online.

Apesar de ser um jogo multiplayer, UXO seria vendido como uma continuação da franquia Ultima, e não como uma continuação ou substituição do Ultima Online. O último Ultima lançado foi o Ultima IX, UXO daria continuação à franquia, sendo a versão 10. "Curiosamente", seria o primeiro Ultima lançado sem Richard Garriott, criador e idealizador da franquia.
Ultima X: Odyssey usava a grandiosíssima engine Unreal engine, da mesma forma que jogos como Lineage 2, da NCSoft ou WoW, da Blizzard. Como a maioria dos MMORPGs, os jogadores teriam que pagar uma taxa mensal para jogar, método conhecido como Pay To Play (P2P). Com UXO, a EA esperava revitalizar o gênero MMORPG, entretanto, muitos críticos o consideravam como sendo cópia das idéias já idealizadas no jogo EverQuest. Por exemplo, prometeram revolucionar o combate ao contrário da "fôrma" tradicional, onde 'clique para auto-atacar' e seu personagem faz o resto, encontrado em quase todos os MMORPGs. Ou, combates excitantes não no jeito "pressione 'Espaço' para auto-atacar" e sim "Pressione 'Botão direito' para mirar e 'Botao esquerdo' para atirar com a flecha". Em UXO, jogadores se encontram na dimensão Alucinor, ao contrário de outros jogos da série Ultima, onde jogadores se encontravam nas cidades de Britannia. Como em Ultima Online, existiriam os Moongates (portais) que permitiriam ao jogador cruzar Alucinor inteira rapidamente em poucos segundos.